# Marília Barbosa
Marília Barbosa Nunes (Rio de Janeiro, 21 de abril de 1950) é uma atriz, cantora, compositora, Letrista e Poetisa brasileira.

## Biografia
Nos anos 90 viveu na cidade de Nova Iorque (EUA), apresentando-se em diversas casas noturnas, divulgando a bossa-nova e a MPB.
Morou no bairro do Flamengo, Rio de janeiro. 
Seu irmão Rui, faleceu num desastre de avião.
Em 2006 atuou como protagonista no musical biográfico Aracy Cortes - A Rainha da Praça Tiradentes de Alexandre Guimarães, com direção de Cláudio Lins e produção de Rogério Fabiano.
Como cantora gravou os álbuns solo "Filme Nacional" (1978) , "Música no Ar" (2004), "Minhas Manias" (2015) e "Noite Adentro" (2017, com composições e produção musical do músico e escritor Johann Heyss). Além de se apresentar no Brasil, fez shows na Argentina, na Bolívia e nos Estados Unidos. Em 2006 participou do programa Rei Majestade do SBT, apresentado por Silvio Santos e foi uma das mais votadas pelo público através da Internet e telefone, recebendo uma das Coroas de Ouro do programa.
Atualmente reside na cidade mineira de Poços de Caldas.

## Música
Tem diversas participações em trilhas sonoras de novelas globais nos anos 70:
- Manequim (O Cafona);
- Tia Miquita (Minha Doce Namorada);
- Uma Rosa em Minha Mão (Fogo Sobre Terra);
- Meu Poeta, Minha Vida (O Feijão e o Sonho);
- Caso Você Case (Saramandaia);
- O Circo, À Sombra dos Laranjais e Não Interessa (À Sombra dos Laranjais);
- Eu Dei (Nina);
- Olha (O Astro);
- Antes Que Aconteça (Dancin' Days).

## Televisão
- 2008 - A Lei e o Crime (Série da Record)... Luíza
- 2007 - Sítio do Picapau Amarelo Episódio: "Quem quiser que conte outra"... Dona Carochinha
- 2000 - Aquarela do Brasil (minissérie)... Elisinha
- 1991 - Amazônia (telenovela)(Manchete)...Linda/Rosa
- 1990 - Mico Preto... Minervina
- 1989 - Kananga do Japão (Manchete)...Aracy Cortes
- 1989 - Tieta... Claudia Bruno
- 1980 - Os Trapalhões
- 1978 - O Astro...Maria Célia
- 1978 - Nina (telenovela)...Mazinha
- 1977 - À Sombra dos Laranjais...Ritoca
- 1976 - Saramandaia... Bia